# Sdot Negev
Die Sdot Negev (hebräisch מוֹעָצָה אֲזוֹרִית שְׂדוֹת נֶגֶב Mōʿatzah Asōrīt Sdōt Negev, deutsch ‚Regionaler Rat Negevfelder‘) sind eine Regionalverwaltung und liegen im nordwestlichen Negev im Südbezirk Israels.

## Geschichte
Die Sdot Negev wurde 1951 als Regionalverwaltung Asata (מוֹעָצָה אֲזוֹרִית עַזָּתָה Mōʿatzah Asōrīt Azzatah) durch die zionistisch-orthodoxe Arbeiterpartei HaPoʿel haMisrachi gegründet. Die Sdot Negev wurden anfangs vor allem von Immigranten aus Nordafrika, den Ländern der früheren Sowjetunion und Äthiopien besiedelt. Die Stadt Netivot bildet eine Enklave inmitten des Regionalverbands. Auf Grund der geografischen Nähe zum Gazastreifen waren die Siedlungen in den Sdot Negev in der Vergangenheit häufig Ziel von Raketenangriffen.

## Einwohner
Die Einwohnerzahl beträgt 11.042 (Stand: Januar 2022).
Das israelische Zentralbüro für Statistik gibt bei den Volkszählungen vom 22. Mai 1961, 19. Mai 1972, 4. Juni 1983, 4. November 1995 und vom 28. Dezember 2008 für die Sdot Negev folgende Einwohnerzahlen an:

Die Sdot Negev (dunkelgrün) neben anderen Gebietskörperschaften

| Jahr der Volkszählung | 1961  | 1972  | 1983  | 1995  | 2008  |
| Anzahl der Einwohner  | 4.500 | 5.100 | 5.600 | 5.500 | 7.500 |

## Gliederung
- 2 Kibbuzim: → Liste der Kibbuzim
- 12 Moschav: → Tabelle der Moschavim
- 2 Gemeinschaftssiedlungen: → Tabelle der Gemeinschaftssiedlungen